# 李承芳 (弘治進士)
李承芳（1450年—1502年），字茂卿，號東嶠居士，湖廣武昌府嘉魚縣人，明朝政治人物。

## 生平
生于明景泰元年（1450年），十四歲曾對伯父說“富貴不能淫，志在貧賤樂”。成化二十二年（1486年）丙午科湖廣鄉試第二十四名舉人。弘治三年（1490年）中式庚戌科會試第七名，三甲第二名進士，任大理寺評事，弘治八年升大理寺右寺副，以疾辭歸。十四年十月丁母憂，因经营喪事得疾，次年五月卒，年五十三。與弟李承箕俱好學，師從陈白沙，人稱“嘉魚二李”。

## 著作
著作有《東嶠集》收入《四庫全書總目》。

## 家族
曾祖李英，巡檢 贈右副都御史；祖父李善，教諭 贈右副都御史；父李身，母鄧氏。慈侍下。